# Jimmy Crute
Jim Crute, (Singleton, 4 de março de 1996) é um lutador profissional de artes marciais mistas que atualmente compete pelo UFC na categoria dos meio-pesados.

## Início
Crute vem de uma longa linha de pugilistas em sua familia, tanto de lado materno como paterno, e seus pais o colocaram para fazer Karatê aos quatro anos e Judo aos oito. Crute começou a treinar Jiu-Jitsu aos 11 anos de idade, entretando, so descobriu o MMA aos 12. Quando ele tinha 19 anos, ele fez sua estreia no MMA profissional no Hex Fight Series em Melbourne, vencendo com uma finalização no primeiro round.

## Vida Pessoal
Crute trabalhava como motorista de empilhadeira em tempo integral até ser contratado pelo UFC.

## Carreira no MMA

### Ultimate Fighting Championship
Crute fez sua estreia no UFC em 1 de Dezembro de 2018 no UFC contra Paul Craig no UFC Fight Night: dos Santos vs. Tuivasa. Ele venceu por finalização no terceiro round.
Crute enfrentou Sam Alvey em 9 de  fevereiro de 2019 no UFC 234: Adesanya vs. Silva. Ele venceu por nocaute técnico no primeiro round.
Crute enfrentou Misha Cirkunov em 14 de Setembro de 2019 no UFC Fight Night: Cowboy vs. Gaethje.  Ele perdeu por finalização com uma gravata peruana no primeiro round.
Crute enfrentou Michał Oleksiejczuk em 22 de Fevereiro de 2020 no UFC Fight Night: Felder vs. Hooker. Ele venceu por finalização no primeiro round. Esta vitória lhe rendeu o bônus de “Performance da Noite”.

## Cartel no MMA
| Cartel no MMA   |             |            |
| 15 lutas        | 12 vitórias | 3 derrotas |
| Por nocaute     | 5           | 2          |
| Por finalização | 4           | 1          |
| Por decisão     | 3           | 0          |

| Res.    | Cartel | Oponente            | Método                                | Evento                                        | Data       | Round | Tempo | Local                 | Notas                                                |
| ------- | ------ | ------------------- | ------------------------------------- | --------------------------------------------- | ---------- | ----- | ----- | --------------------- | ---------------------------------------------------- |
| Derrota | 12-3   | Jamahal Hill        | Nocaute (socos)                       | UFC on ESPN: Font vs. Aldo                    | 04/12/2021 | 1     | 0:48  | Las Vegas, Nevada     |                                                      |
| Derrota | 12-2   | Anthony Smith       | Nocaute Técnico (interrupção médica)  | UFC 261: Usman vs. Masvidal 2                 | 24/04/2021 | 1     | 5:00  | Jacksonville, Florida |                                                      |
| Vitória | 12-1   | Modestas Bukauskas  | Nocaute (socos)                       | UFC Fight Night: Ortega vs. The Korean Zombie | 17/10/2020 | 1     | 2:01  | Abu Dhabi             | Performance da Noite.                                |
| Vitória | 11-1   | Michał Oleksiejczuk | Finalização (kimura)                  | UFC Fight Night: Felder vs. Hooker            | 22/02/2020 | 1     | 3:29  | Auckland              | Performance da Noite.                                |
| Derrota | 10-1   | Misha Cirkunov      | Finalização (gravata peruana)         | UFC Fight Night: Cowboy vs. Gaethje           | 14/09/2019 | 1     | 3:38  | Vancouver             |                                                      |
| Vitória | 10-0   | Sam Alvey           | Nocaute Técnico (socos)               | UFC 234: Adesanya vs. Silva                   | 09/02/2019 | 1     | 2:49  | Melbourne             |                                                      |
| Vitória | 9-0    | Paul Craig          | Finalização (kimura)                  | UFC Fight Night: dos Santos vs. Tuivasa       | 01/12/2018 | 3     | 4:51  | Adelaide              | Estreia no UFC.                                      |
| Vitória | 8-0    | Chris Birchler      | Nocaute Técnico (socos)               | Dana White's Contender Series 14              | 24/07/2018 | 1     | 4:23  | Las Vegas, Nevada     |                                                      |
| Vitória | 7-0    | Doo Hwan Kim        | Decisão (unânime)                     | Hex Fight Series 13                           | 23/03/2018 | 3     | 5:00  | Melbourne             | Defendeu o Cinturão Meio Pesado do Hex Fight Series. |
| Vitória | 6-0    | Steven Warby        | Decisão (unânime)                     | Hex Fight Series 12                           | 24/11/2017 | 3     | 5:00  | Melbourne             | Defendeu o Cinturão Meio Pesado do Hex Fight Series. |
| Vitória | 5-0    | Ben Kelleher        | Finalização (triângulo de mão)        | Hex Fight Series 9                            | 23/06/2017 | 1     | 1:23  | Melbourne             | Ganhou o Cinturão Meio Pesado do Hex Fight Series.   |
| Vitória | 4-0    | Nathan Reddy        | Nocaute Técnico (socos)               | Hex Fight Series 8                            | 31/03/2017 | 1     | 4:59  | Melbourne             |                                                      |
| Vitória | 3-0    | Matt Eland          | Nocaute Técnico (cotoveladas e socos) | Hex Fight Series 7                            | 02/10/2016 | 1     | 2:55  | Melbourne             |                                                      |
| Vitória | 2-0    | Mike Turner         | Decisão (unânime)                     | Hex Fight Series 6                            | 24/06/2016 | 3     | 5:00  | Melbourne             |                                                      |
| Vitória | 1-0    | Ben Kelleher        | Finalização (chave de braço)          | Hex Fight Series 5                            | 20/02/2016 | 1     | 4:01  | Melbourne             | Estreia nos Meio Pesados.                            |